# Tehla
Tehla es un municipio del distrito de Levice en la región de Nitra, Eslovaquia, con una población estimada a final del año 2024 de 489 habitantes.
Se encuentra ubicado al este de la región, cerca de los ríos Ipoly y Hron (ambos, afluentes izquierdos del Danubio) y de la frontera con la región de Banská Bystrica.

## Demografía
| Año        | 1994 | 2004    | 2014    | 2024    |
| ---------- | ---- | ------- | ------- | ------- |
| Población  | 570  | 557     | 516     | 489     |
| Diferencia |      | −2,28 % | −7,36 % | −5,23 % |

| Año        | 2023 | 2024    |
| ---------- | ---- | ------- |
| Población  | 480  | 489     |
| Diferencia |      | +1,87 % |